# 白凜
白凜是臺灣的跨性別女性登山家，2014年至2017年期間因多次登山相關爭議而引發社會關注。

## 名稱
白凜出生時原名張峻瑜，在成年並且變性後改名為張詠芸，2017年改名為畢宇晴。她曾自稱有日本血統，名為「羽村鈴奈」。她在Facebook粉絲團「鏡音王國」裡使用的暱稱是「白凜」，並以此暱稱最廣為人知。她自稱「鏡音王國司令」，在2017年「退位」。2015年時，她在Facebook上使用的名稱是「星川日奈」，並使用過「月寧登山會」會長「陳雅婕」的身分，在月寧登山會解散後，她創立「雪花玥登山隊」並擔任領隊。2017年之後，在Cosplay時使用的暱稱是「雪娃」。由於其身分經常變換，在部分身分未明之前，又被媒體稱為「謎樣女領隊」。

## 經歷
張出生於基隆市，父親為郵差，母親為郵局行政人員，國中就讀宜蘭縣慧燈中學，老師指出她擅長判斷地形。張表示自己在14歲時聽到老師分享登山經驗，便在當時與友人攀登第一座台灣百岳。據報導，她在國中三年級時意識到自己的跨性別傾向，便逐漸改變自己的穿著打扮，性傾向為女同性戀。
張的父母在她15歲時離異，而她也開始獨力生活，曾在新北市烏來區山區租屋，之後搬到台中，起初從事登山背工，並從登山和與山友的相處過程中得到認同感。在17歲時遇見野外育樂協會的成員，在對方詢問後開始從事領隊工作，協會的幾位理監事亦視她為可造之材，但在隨後的兩年內，張因為未申請許可擅自進入管制區域爬山的情形登上新聞，遭到協會除名。成年後，張變性成女性並改名張詠芸，2017年時因顏姓少女事件改名為畢宇晴。
張在2017年表示自己已經爬過三輪台灣百岳，由於當時她未滿20歲，這項被視為幾乎不可能達成的經歷、她所安排的高難度登山行程、以及她在多起爭議事件中展現的登山能力，讓她被譽為「登山奇才」；而由於她多次被媒體和輿論指稱「誘拐少女爬山」，也有人將她與台灣民間傳說中會誘導人類到深山的魔神仔相提並論。
除了登山，她也熱衷於Cosplay，最喜歡的作品是輕小說《刀劍神域》，她表示這個世界就是《刀劍神域》（指該小說裡的一款遊戲），只有自殺或打敗魔王才能離開，而她也喜歡百合向的《親吻那片花瓣》，和《Love Live!》的角色西木野真姬及矢澤妮可。

### 2014年

鏡音鈴、連的官方標誌。

「鏡音王國」是一個由喜歡虛擬歌手鏡音鈴、連的網友在2013年9月創辦的Facebook粉絲團，以二位虛擬歌手的圖片為封面圖，行事風格具軍國主義色彩。白凜自稱「鏡音王國司令」，並聲稱「鏡音王國」是真實存在的。
3月21日，桃園縣某高中的17歲陳姓少女（暱稱「烏恙」）在參加太陽花學運後離家出走，而陳姓少女家長因女兒失蹤而報警處理。烏恙與在鏡音王國認識的白凜會合後，住在新北市中和區的公寓。4月初，中學二年級的李姓少女（暱稱「白夜」）與母親爭執，並遭母親禁足；她在向網友訴苦後，於4月8日離家出走、投靠在鏡音王國認識的白凜。白夜的母親看過女兒的發文紀錄後，懷疑女兒被白凜誘拐，便報警處理。警方於4月13日在網友協助下找到白凜與白夜，白凜否認慫恿白夜離家。警方在白凜身上搜出苦無和假槍，便將她依《中華民國刑法》略誘罪和《槍砲彈藥刀械管制條例》移送少年法庭。之後白凜被父母帶回。
白凜在4月9日回到公寓，由於她和烏恙認為市區不安全，便計畫登山。4月17日，白凜與烏恙一起去攀登南湖大山，在山上住了19日，認為終究要回家面對，便在5月5日下山，而烏恙在5月7日被其表姊勸回。報導指出，烏恙是因為母親對她的期望過高，才因壓力而離家反抗。由於烏恙沒有受到傷害，而白凜也未成年，因此烏恙家屬未對白凜提告。有網友認為白凜「誘拐」了兩位少女，另立粉絲團批評鏡音王國內容與兩位虛擬歌手無關，要求其撤換原先的封面圖；鏡音王國予以反擊，發文表示不會撤下該圖片。

### 2015年

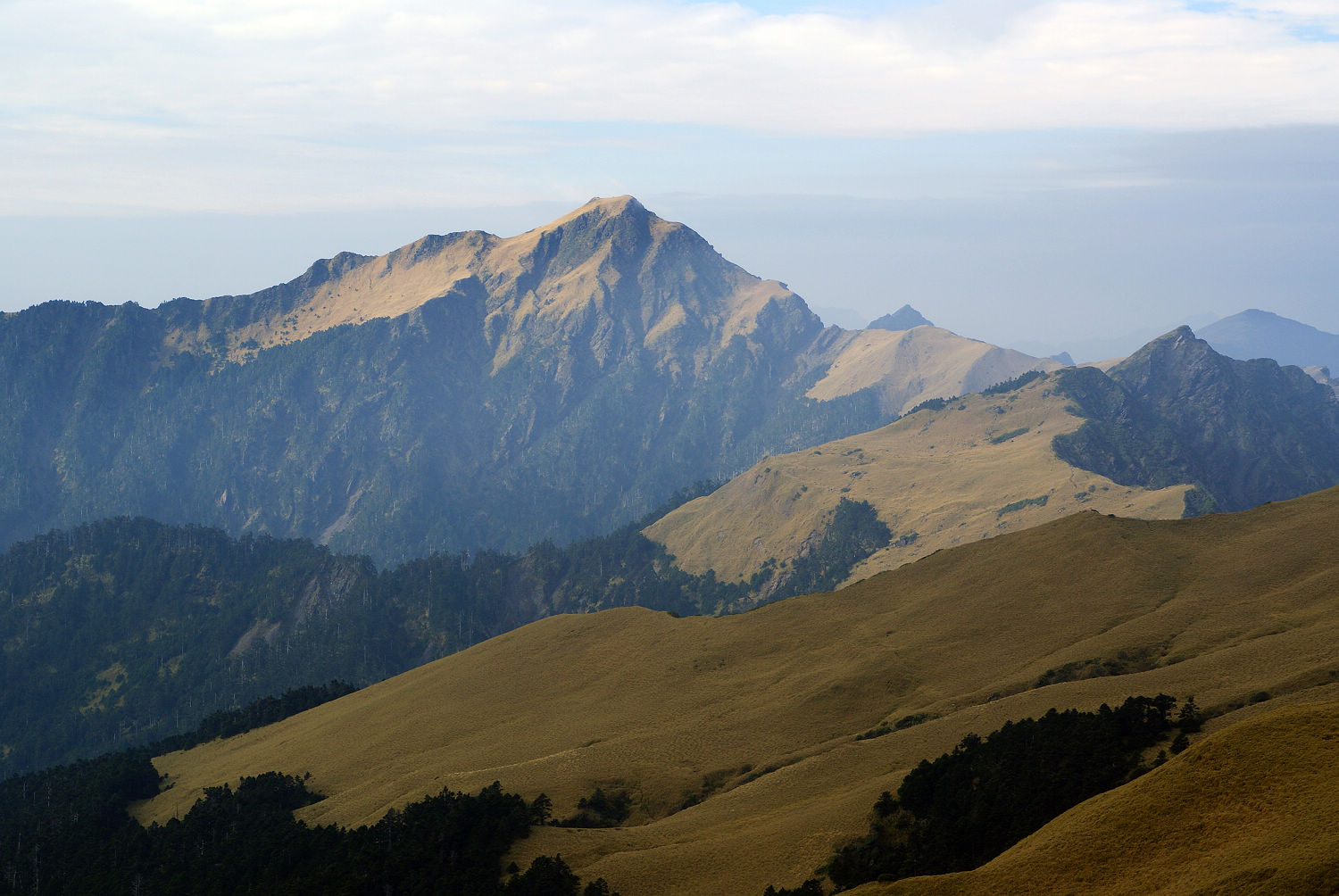
台灣百岳中的奇萊主山。

2015年4月，自稱孔子第77代嫡傳世孫的中學二年級孔姓少女與家人爭執並有意離家，與她透過「鏡音王國」結識的白凜表示可供住所讓她暫住，之後孔姓少女離家並與白凜會合，與家人失聯10天，其中有3天在奇萊山上度過。孔姓少女的家屬報警處理，並在警方找到孔姓少女和白凜後，對白凜提告略誘罪。民進黨籍政治人物游錫堃知悉此事後，表示願意親自了解狀況，並提供律師協助。
而在該年期間，張還以「月寧登山會」會長「陳雅婕」的成年女性身分擔任領隊，招攬山友參與登山活動。據警方紀錄，其有十多次冒名向玉山、太魯閣及雪霸國家公園管理處申請的經歷。9月中旬，她率領九人隊伍攀登因步道損毀而沒有開放的雪山西稜線，行經雪山東峰步道時，遭到警方攔查送辦，被依偽造文書罪移送台中地方法院少年法庭，其餘九位同行山友未有偽造身分之情形，並對領隊的身分感到詫異。

### 2017年

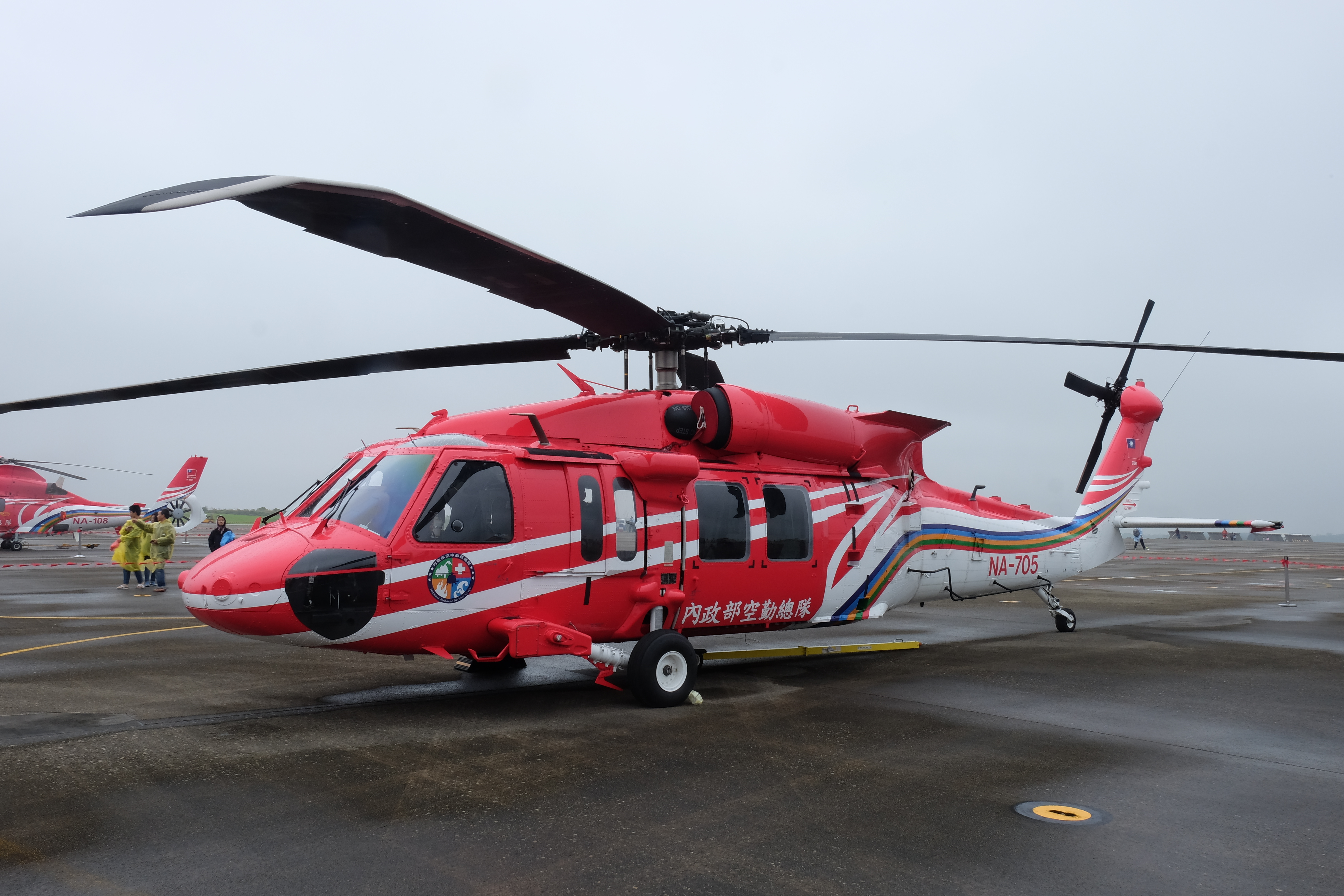
空勤總隊所使用之UH-60M黑鷹直升機。

3月期間，張詠芸原先預計帶隊登山，並向南投縣政府警察局申請入山，但登山隊臨時取消，她便在未申請入山相關手續（當事人表示有申請）的情況下獨自入山，13日從花蓮瑞穗攀登當時被宣告封山的中央山脈南三段，之後進入南投信義本鄉山，19日晚間遭遇冰雹和暴雨，張詠芸在生火時不慎燒毀帳篷，她也因此失溫，考量到之後還有兩天一夜的行程，她便報案求助，後經由空勤總隊派UH-60黑鷹直升機救回，並因涉犯《國家公園法》和《國家安全法》遭地檢署偵辦。因黑鷹直升機出動救援所耗費的新台幣15萬元是由稅金支付，社會輿論抨擊她浪費社會資源，並推測她與白凜、陳雅婕是同一人，針對此事，張詠芸指出政府封山的舉措阻礙了山友完成攀登百岳的目標，並不合理，而她也願意自負搜救費用，並認為政府無權阻止人民登山。而在該次事件中，她聲稱自己並不是白凜、也不是陳雅婕，並表示這是有心人士抹黑，將對質疑者提告誹謗，但在5月時，她承認了白凜這個身分，而她也因為此事改名為畢宇晴。
4月12日，就讀中學的15歲顏姓少女（網名顏諾）失蹤，其家屬報警尋人，並根據顏姓少女與雪娃的多張合照和雪娃留下的電話號碼，懷疑是雪娃將女兒帶走。5月9日，警方根據情資在花蓮天祥和奇萊登山口巡查，並在停車場找到下山採購補給品的雪娃，將其逮捕歸案。警方在10日於花蓮奇萊山研海林道發現顏姓少女，顏姓少女原本堅持要等雪娃回來，在警方再三勸說後才隨警方下山，而雪娃以新台幣6萬元交保，由山友雪羊協助具保。
雪娃表示自己並未誘拐顏諾，而是和她都有想遠離塵世的理念才結伴上山，據警方說法，她和顏姓少女在4月24日自天祥登山口上山，計畫隱居奇萊山東稜，並在奇萊山上搭帳篷、接雨水度日，還帶了種子和小雞，試圖自給自足，此外，兩人還帶了日記、假髮、衛生棉、針筒、武士刀、浴衣和撲克牌等用品。
之後顏姓少女的家長對畢宇晴提告，台中地方法院一審依《中華民國刑法》「妨害婚姻及家庭罪」判處畢宇晴6個月有期徒刑。2019年臺灣高等法院臺中分院二審時，考量畢宇晴年紀尚輕、思慮不周、又「罹患『自閉症類群障礙症』和『性別不安，性別已轉換』，導致她辨識行為違法能力較正常人低」，且她已與顏姓少女的雙親和解，便維持原判，並宣告緩刑3年，緩刑期間交付保護管束，可上訴。

## 相關評論
有自稱認識白凜的網友表示，白凜的個性內向單純，也未多加考慮社會規範，其動機是想幫助與保護朋友，並無傷害對方之意。2015年4月，孔姓少女失蹤事件發生後，有自稱烏恙表姊者在網路上發文表示，白凜十分具有登山天賦，但不擅長與人交際，之所以帶烏恙登山且不與家中聯絡，是為了讓她離開壓力來源，而且她並未意識到此舉在大眾眼中會被視為誘拐。在烏恙就讀大學後，進入了登山社並成為社長，她感謝白凜曾帶她去爬山。
2017年顏姓少女事件後，有山友在網路發文稱，白凜每次帶少女上山時，所經路線都不危險，紮營地點也鄰近水源，且獨自背負重裝備，未危及少女性命，應無惡意加害對方的企圖；而該次事件中協助白凜交保的山友雪羊也認為，白凜有自己的世界和規則，因此並未意識到真實世界的運作方式。另外，2017年有投書將白凜與同為跨性別女性的行政院政務委員唐鳳相提並論，認為兩人都無法接受僵化的填鴨式教育，但與唐鳳不同的是，白凜的特殊之處並未被家人重視與包容。
2022年，盜火劇團推出舞台劇《雪姬來的那一夜》，為「懸疑三部曲」的第二部作品。故事靈感源自白凜相關事件，情節敘述來自漫畫《雪之國》的雪姬將未成年少女帶到山上後，記者調查真相的過程。編劇劉天涯表示，希望觀眾能在觀劇後意識到，社會如何將一個活生生的人標籤化。

## 外部連結
- 鏡音王國的Facebook專頁